# Бакитжанов, Аманжол Айболович
Аманжол Айболович Бакитжанов (каз. Аманжол Айболұлы Бақытжанов; род. 24 декабря 2007, Казахстан) — казахстанский футболист, защитник клуба «Тобол» Костанай.

## Карьера
Футбольную карьеру начинал в 2024 году в составе клуба «Тобол» Костанай. 9 апреля 2024 года в матче против клуба «Иртыш» Павлодар (0:6) дебютировал во второй лиге Казахстана. 13 апреля 2024 года в матче против клуба «Кайсар» дебютировал в кубке Казахстана (3:0), выйдя на замену на 88-й минуте вместо Ахмеда Эль-Мессауди. 19 мая 2024 года в матче против клуба «Шахтёр» Караганда дебютировал в казахстанской Премьер-лиге (1:0), выйдя на замену на 89-й минуте вместо Руслана Валиуллина. 25 мая 2024 года в матче против клуба «Женис» (2:0) дебютировал в Кубке Лиги Казахстана.

## Статистика
| Клуб             | Сезон            | Лига | Лига | Кубки | Кубки | Еврокубки | Еврокубки | Итого | Итого |
| Клуб             | Сезон            | Игры | Голы | Игры  | Голы  | Игры      | Голы      | Игры  | Голы  |
| ---------------- | ---------------- | ---- | ---- | ----- | ----- | --------- | --------- | ----- | ----- |
| Тобол            | 2024             | 1    | 0    | 5     | 0     | —         | —         | 6     | 0     |
| Тобол            | 2025             | 0    | 0    | 0     | 0     | —         | —         | 0     | 0     |
| Тобол            | Итого            | 1    | 0    | 5     | 0     | —         | —         | 6     | 0     |
| → Тобол М        | 2024             | 19   | 1    | —     | —     | —         | —         | 19    | 1     |
| → Тобол М        | 2025             | 5    | 0    | —     | —     | —         | —         | 5     | 0     |
| → Тобол М        | Итого            | 24   | 1    | —     | —     | —         | —         | 24    | 1     |
| Всего за карьеру | Всего за карьеру | 25   | 1    | 5     | 0     | —         | —         | 30    | 1     |